# Myroslava Bartchouk
Myroslava Bartchouk, née le 22 juillet 1968 à Kiev, est une journaliste et présentatrice de télévision ukrainienne.

## Biographie
Myroslava Bartchouk est diplômée de l'école de journalisme de l'université nationale Taras-Chevtchenko de Kiev.

## Carrière professionnelle
Au milieu des années 1990, elle travaille comme correspondante de Radio Liberty en Amérique du Nord et comme traductrice au Canada. De 1990 à 2000, elle est rédactrice et présentatrice des émissions du matin et de soirée pour la chaîne de télévision 1+1,.
De 2001 à 2005, Myroslava Bartchouk est la rédactrice en chef du magazine Welcome to Ukraine. Elle contribue également à de nombreux articles pour ce média. De 2005 à 2012, elle est la rédactrice et présentatrice de l'émission Nouvelle Heure sur la chaîne 5 Kanal.
À partir de 2013, elle rejoint la chaîne de télévision TVi, en tant que rédactrice et présentatrice de l'émission Homo Sapiens. En 2016, elle devient la présentatrice de l'émission d'information et d'analyse Soirée avec Myroslava Bartchouk diffusée sur TV Channel Espresso,. Elle est ensuite l'animatrice  du talk-show socio-politique Compte à rebours sur la chaîne de télévision UA:First,.
Myroslava Bartchouk est membre de PEN Ukraine.

## Engagements
En octobre 2021, Myroslava Bartchouk dénonce publiquement sur le réseau social Facebook, les pressions exercées sur les rédacteurs du programme Compte à rebours de la part du bureau du président Volodymyr Zelensky,.
En décembre de la même année, dans le cadre du programme #SolidarityWords, elle devient avec d'autres écrivains et journalistes ukrainiens de renom, les ambassadeurs de treize prisonniers politiques ukrainiens et tatars de Crimée emprisonnés en fédération de Russie et en Crimée occupée.

## Distinctions
En 2021, Myroslava Bartchouk reçoit le prix annuel Guéorgui-Gongadzé, qui soutient les meilleurs journalistes indépendants d'Ukraine,,.